# Liste de chutes d'eau côtières
Cet article recense les chutes d'eau côtières, c'est-à-dire les chutes d'eau qui se jettent directement dans la mer.

## Liste

### Afrique
- Afrique du Sud :
  - Secret Falls
  - Waterfall Bluff
- Cameroun : chutes de la Lobé[1]

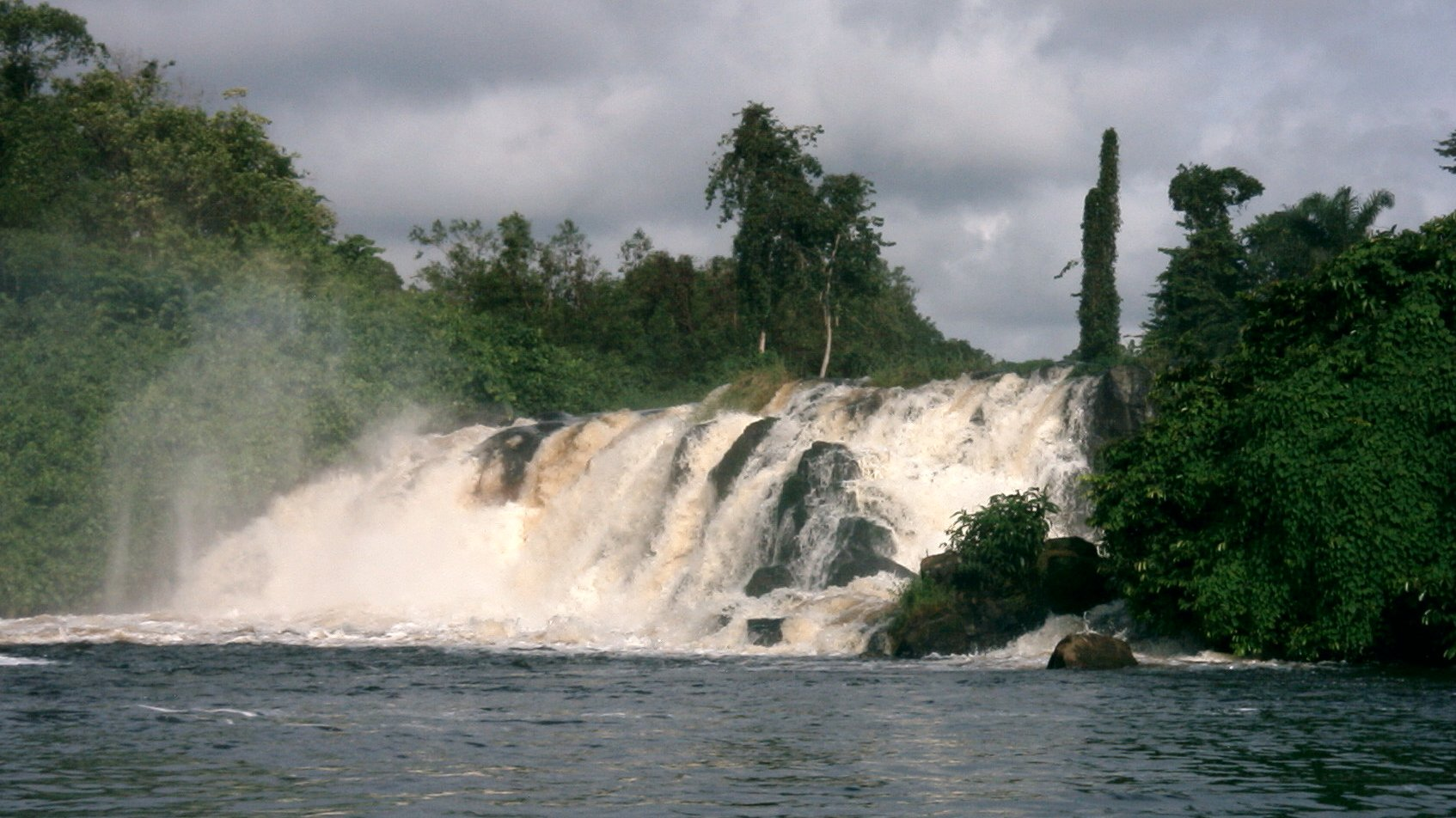
Chutes de la Lobé, Cameroun

- France : Cascades éphémères du Tremblet[2],[3] (La Réunion)

### Amérique du Nord

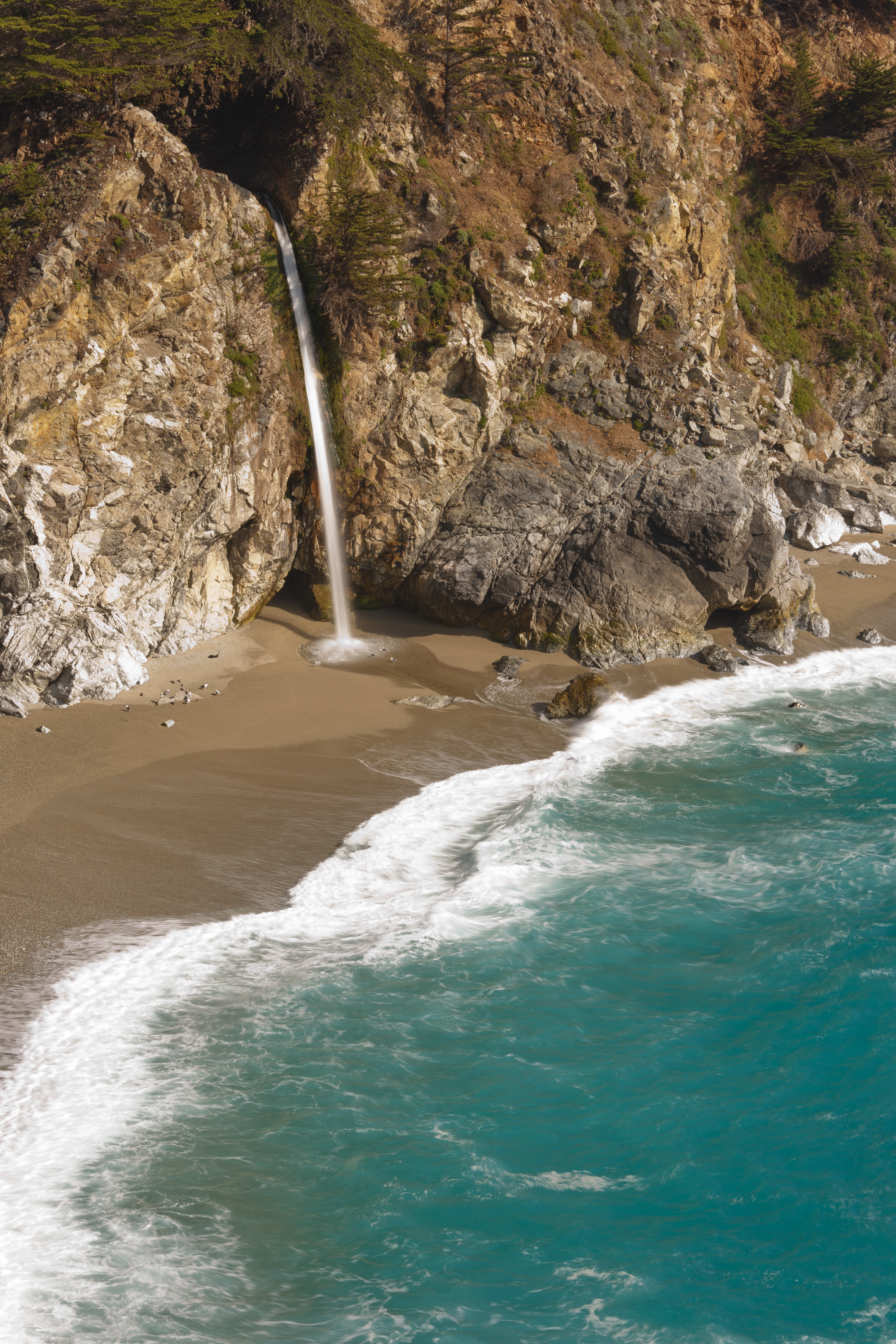
Chutes McWay, États-Unis

- Canada :
  - Chutes réversibles
  - Chute de Tsusiat
- Costa Rica : playa Quizales
- Dominique : Wavine Cyrique
- États-Unis :
  - Chutes Alamere (en)
  - Chutes McWay
- Jamaïque : chutes de la Dunn

### Amérique du Sud
- Brésil : Saco Bravo

### Asie
- Chine : chutes Bay
- Corée du Sud : chute de Jeongbang (en)
- Indonésie : chute de l'île Mursala

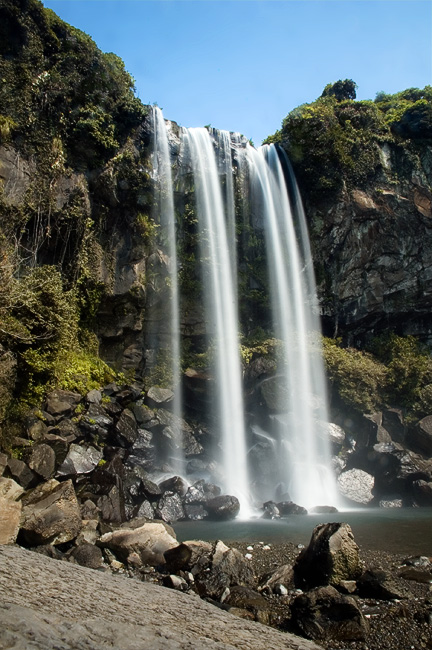
, Corée du Sud

- Philippines : chute de Catandayagan
- Turquie : chutes de Karpuzkaldiran, partie terminale des chutes de Düden (en)

### Europe

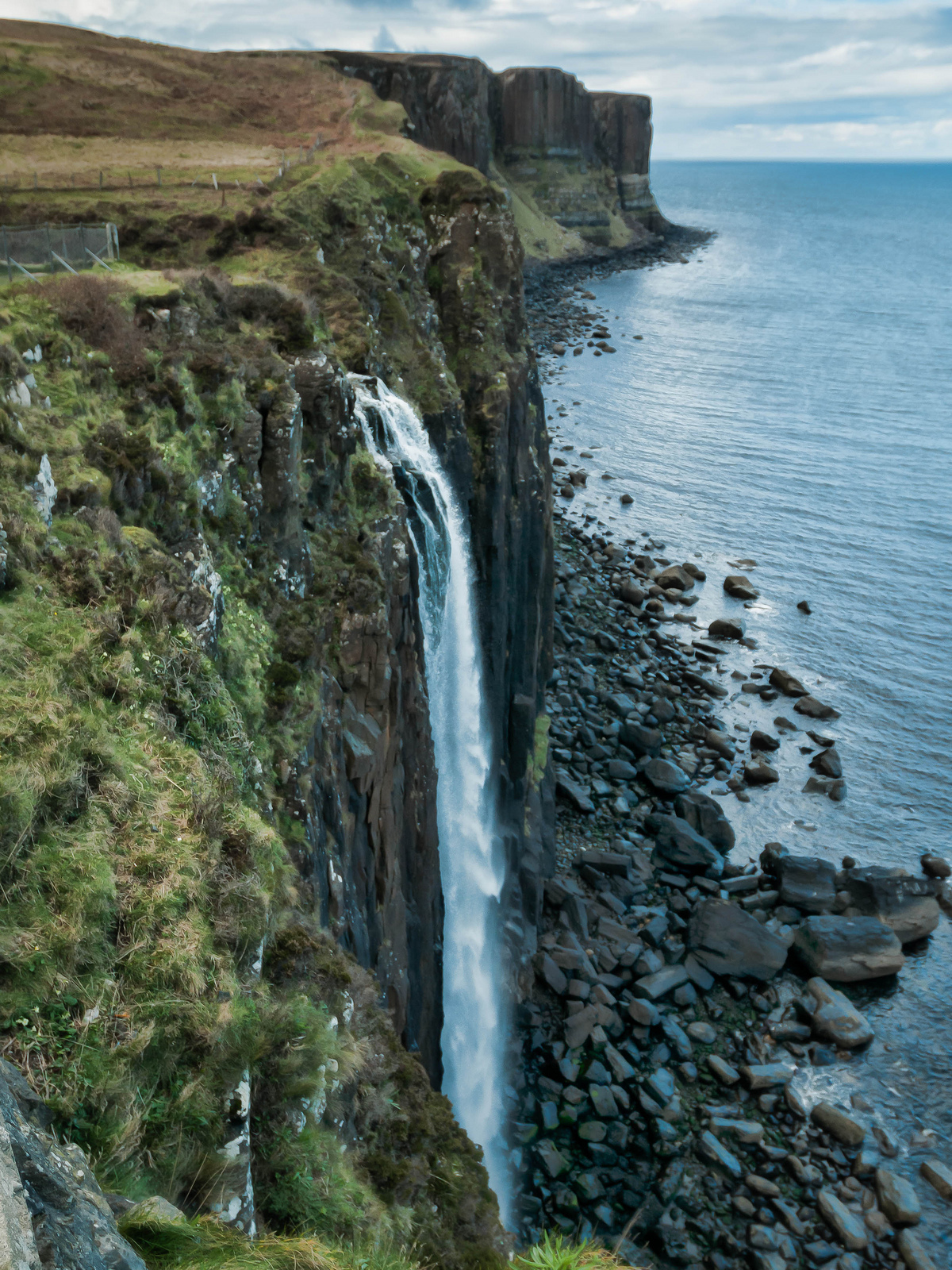
Mealt Falls, Royaume-Uni

- Espagne : chute d'Ézaro et cascada de maro de Nerja (Málaga)
- Îles Féroé :
  - Bøsdalafossur
  - Mulafossur[4]
- Islande : Ketubjorg[5]
- Norvège :
  - Friaren (no)
  - Sju Søstre
- Royaume-Uni :
  - Chute du Loch Mealt (en)
  - Chute de St Audries[6]
  - Chute de Tresaith (en)

### Océanie
- Australie :
  - Chutes de Curracurrang
  - Waterfall Bay[7]
- États-Unis (Hawaï) : chutes de Waiulili[8]
- Fidji : chute de Savulevu Yavonu[9]
- Nouvelle-Zélande :
  - Chutes Bowen
  - Chutes Chamberlain
  - Chutes Helena (en)
  - Chutes Lady Alice (en)
  - Chutes Stirling
- Samoa: chute de Mu Pagoa